# Louise Blanchard Bethune
Louise Béthune (Waterloo, 21 de julio de 1856-Búfalo (Nueva York), 18 de diciembre de 1913), nacida Jennie Louise Blanchard, fue la primera estadounidense arquitecta profesional.

## Primeros años

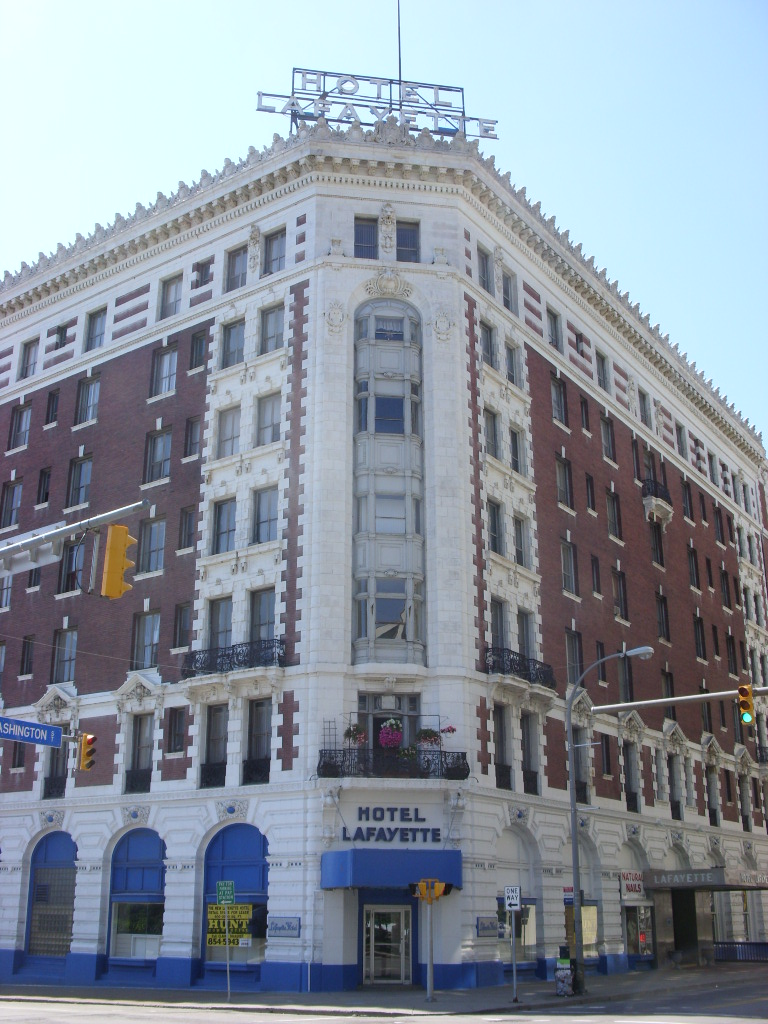
Hotel Lafayette en Buffalo

La familia Blanchard se mudó a Buffalo cuando ella era una niña. Recibió en su hogar, una educación muy completa y adquirió una autonomía que le llevó a hacer caso omiso a lo largo de su vida a muchas limitaciones convencionales. Fue la primera mujer en Buffalo en comprar una bicicleta. Diplomada por la Buffalo High School —Hutchinson Technical High School— en 1874, empezó su carrera de arquitecto el año 1876 como dibujante para Richard A. Waite y F. W. Caulkins, arquitectos de renombre.

## Trayectoria
En 1881 abrió su propio gabinete de arquitectura en Buffalo, siendo así la primera estadounidense arquitecta profesional. La apertura de su oficina fue anunciada durante el “IX Congreso de la Asociación para el Adelanto de la Mujer”. Poco después se casó con el también arquitecto canadiense Robert Armour Béthune con quien tuvieron un único hijo, Charles. Dos años más tarde, Bethune añadió a William L. Fuchs. Trabajaron juntos bajo el nombre de «Béthune, Béthune & Fuchs». Fueron de los primeros en los Estados Unidos en concebir una estructura de hormigón con bastidor de acero. La mayoría de los pedidos que recibieron fueron construcciones industriales, comerciales, escolares y públicas en la región de Buffalo, aunque ella diseñó también residencias privadas. Su obra más destacada es el Hotel Lafayette en Buffalo, acabado en 1904. Esta última, la obra más significativa de la firma, es hoy uno de los pocos edificios de su autoría que se encuentran en pie, ya que gran parte de su trabajo ha sido demolido.
Entre sus obras más importantes están: el 74th Regimental Armory (Buffalo-1885), más tarde Elmwood Music Hall, el Livestock Exchange (Buffalo-1890), la Lockport Union High School (Lockport-1890), el gran complejo para la Buffalo Weaving Company (Buffalo-1902) y el Iroquois Door Building (Buffalo-1904)
Es reconocida en los círculos arquitectónicos por negarse a competir por el diseño del Edificio de la Mujer para la Exposición Mundial Colombina (World’s Columbian Exposition) en Chicago en 1893. El tratamiento injusto hacia las mujeres la llevó a rehusar su participación ya que pagaban a los hombres concursantes diez veces más por sus diseños de lo que ofrecían a las mujeres.

## Relevancia
En 1885 Bethune se convirtió en: la primera mujer miembro de la Western Association of Architects (WAA), ejerciendo más tarde el cargo de vicepresidente; la primera mujer en ser admitida en el American Institute of Architects (AIA) en 1888 y como miembro en 1889; y en una de las fundadoras de la Buffalo Society of Architects en 1886.
La repercusión más importante de su tarea fue abrir las puertas de los círculos profesionales para que otras mujeres pudieran entrar en el campo de la arquitectura, logrado a través de su compromiso con el desarrollo de estándares de la profesión y la promoción de "igualdad de remuneración por iguales servicios" para las mujeres. Su trabajo para igualar las disparidades en la profesión entre hombres y mujeres sería seguido por otras mujeres notables en la profesión a lo largo del SXX.
Bethune se retiró en 1908 y murió en 1913 a la edad de 57 años.
Parte de sus archivos se encuentran en el International Archive of Women in Architecture en Virginia Tech.